# Frères Asam
Pour les articles homonymes, voir Asam.

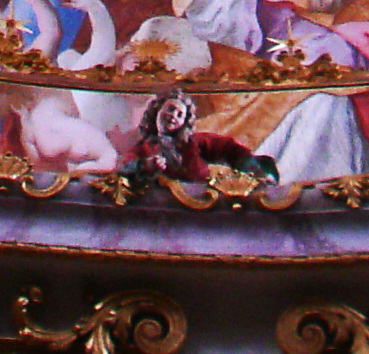
Autoportrait de Cosmas Damian Asam au plafond de l'église de Weltenbourg.

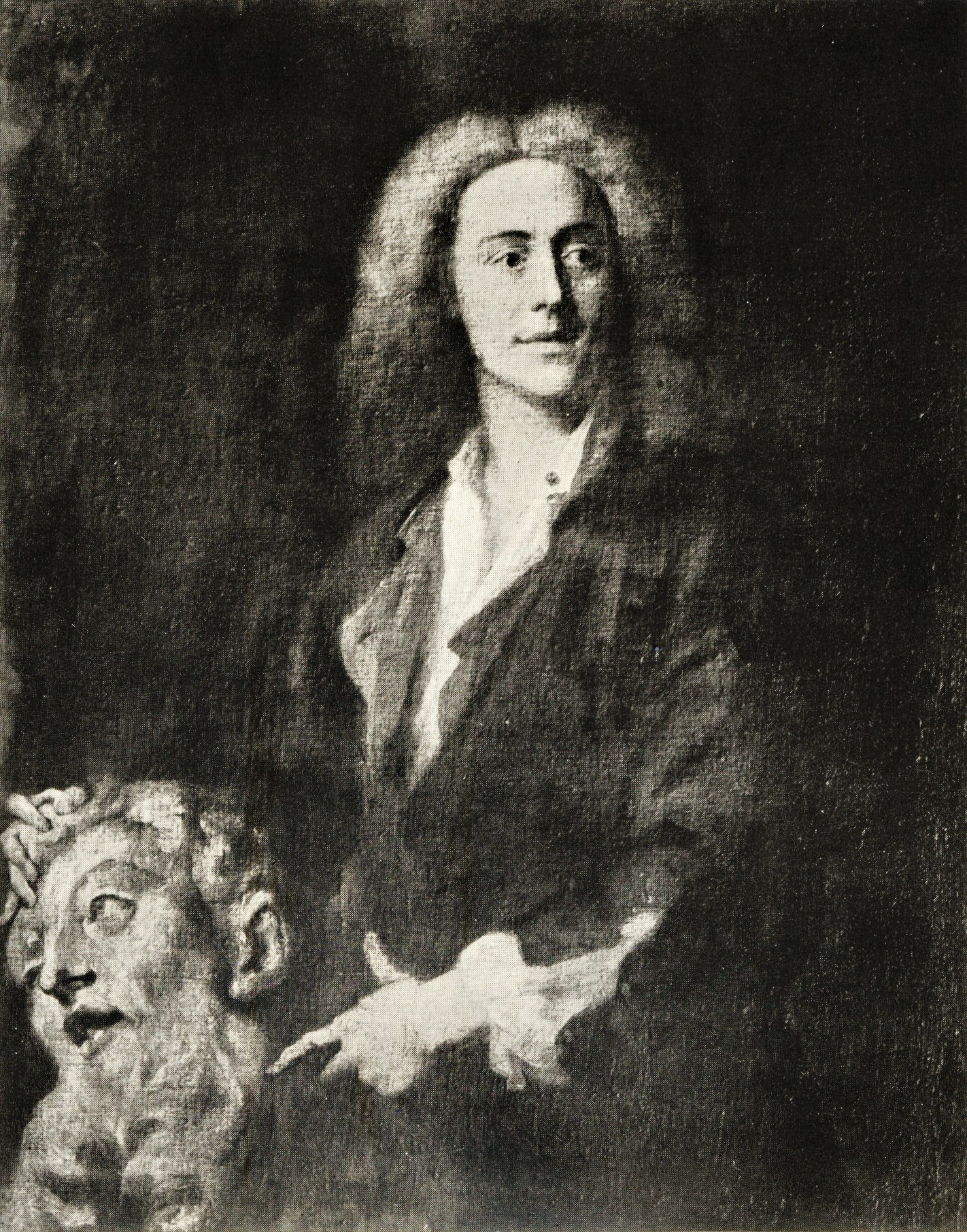
Egid Quirin Asam

Les frères Asam, Cosmas Damian Asam (né le 29 septembre 1686 à Benediktbeuern, mort le 10 mai 1739 à Munich) et Egid Quirin Asam (né le 1er septembre 1692 à Tegernsee, mort le 29 avril 1750 à Mannheim), sont deux sculpteurs, stucateurs, peintres et maîtres d'œuvre allemands du baroque tardif ou rococo. Ils travaillent la plupart du temps ensemble dans le Sud de l'Allemagne, principalement en Bavière, mais aussi en Bohême au Tyrol et en Suisse.

## Formation
Cosmas Damian Asam et son frère Egid Quirin sont deux des neuf enfants de Hans Georg Asam, peintre de l'abbaye de Benediktbeuern. Ils font leur apprentissage auprès de leur père. Après la mort de ce dernier en 1711, ils entreprennent un voyage d'étude à Rome. Profondément impressionné par l'œuvre de Melozzo de Forlì et de Gian Lorenzo Bernini et par l'illusionnisme des peintres italiens baroques, Cosmas Damian reçoit en 1713 le premier prix de l'Accademia di San Luca en présence du pape Clément XI. La découverte du Bernin influencera toute l'œuvre de son frère, Egid Quirin. Ce dernier termine en 1716 sa formation auprès du sculpteur officiel à la cour de Munich Andreas Faistenberger. Les contacts avec l'ordre bénédictin leur permettent de recevoir de nombreuses commandes dès leur retour d'Italie.
Les deux frères poursuivent l'œuvre de leur père, Cosmas Damian comme peintre et sculpteur, Egid Quirin comme architecte, stucateur et sculpteur. Leur complémentarité leur permet de se partager la plupart des commandes qu'ils reçoivent.

## L'abbaye de Weingarten

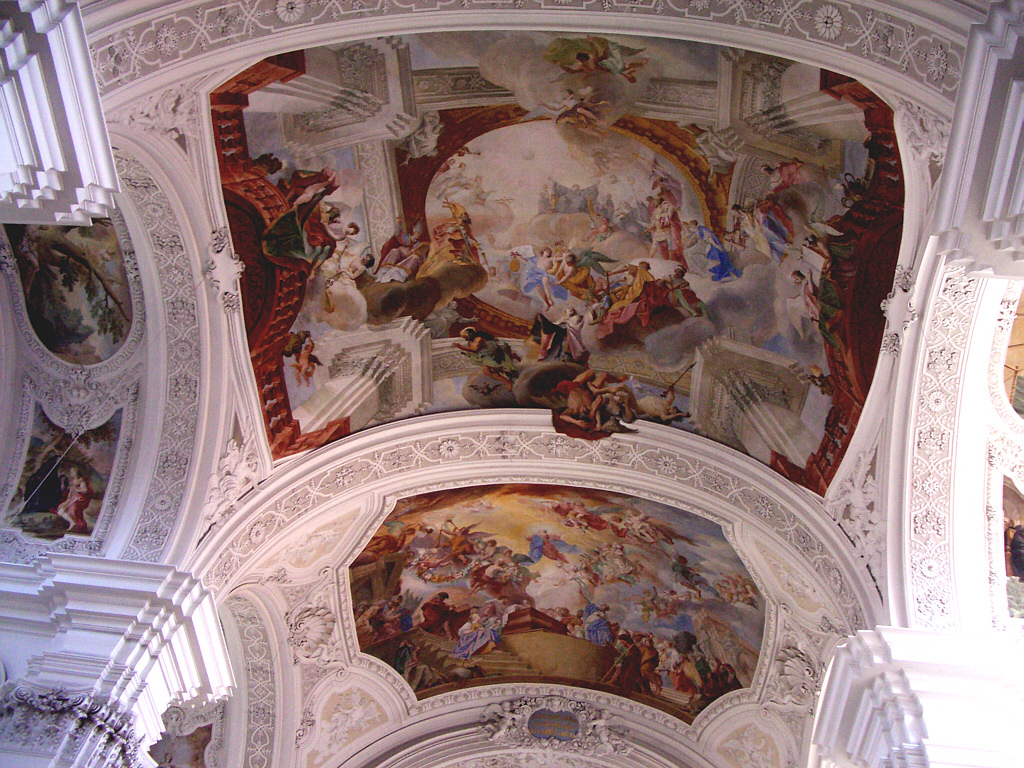
Peinture à l'abbaye de Weingarten

Le talent de Cosmas Damian Asam dans la peinture de fresques leur apporte une renommée qui dépasse rapidement les frontières de la Bavière. Après un début de carrière dans le Haut-Palatinat en 1714, dont les deux abbayes bénédictines d'Ensdorf et de Michelfeld, l'abbé de Weingarten, abbaye impériale de Haute-Souabe, dans le Wurtemberg, demande à Cosmas Damian de décorer les plafonds de l'église. Ce travail considérable est constitué d'un ensemble de quatre grandes fresques sous les coupoles et de trente-six peintures latérales plus petites. Le chantier durera deux ans. On considère que Cosmas Damian, avec ce travail, opère le tournant du baroque vers le rococo en Allemagne. Ayant pour thème l'architecture, le peintre fait montre d'une très grande maîtrise de la perspective. Une anecdote illustre le confort financier dont jouit déjà le jeune artiste : alors qu'il travaille à Weingarten, il réalise la décoration de la petite chapelle Sainte-Anne, à Kißlegg. Le travail effectué, Cosmas Damian refuse les 300 florins qu'on lui propose en règlement et les offre à un hospice pour lépreux appartenant à la chapelle. Ses fresques sont alors aussi bien rémunérées que celles de leur contemporain italien Giambattista Tiepolo.

## Leteatrum sacrum
Dans leurs premières réalisations, à Bamberg ou à Weingarten, les frères Asam ont un souci d'illusionnisme qui disparaîtra progressivement au profit d'une théâtralisation du sacré (le teatrum sacrum). La construction et la décoration de l'église de l'abbaye de Weltenbourg marque l'apogée de leur gloire : l'association harmonieuse des peintures, des sculptures, des jeux de lumière, et de l'architecture en font un chef-d'œuvre du baroque tardif.

## Munich

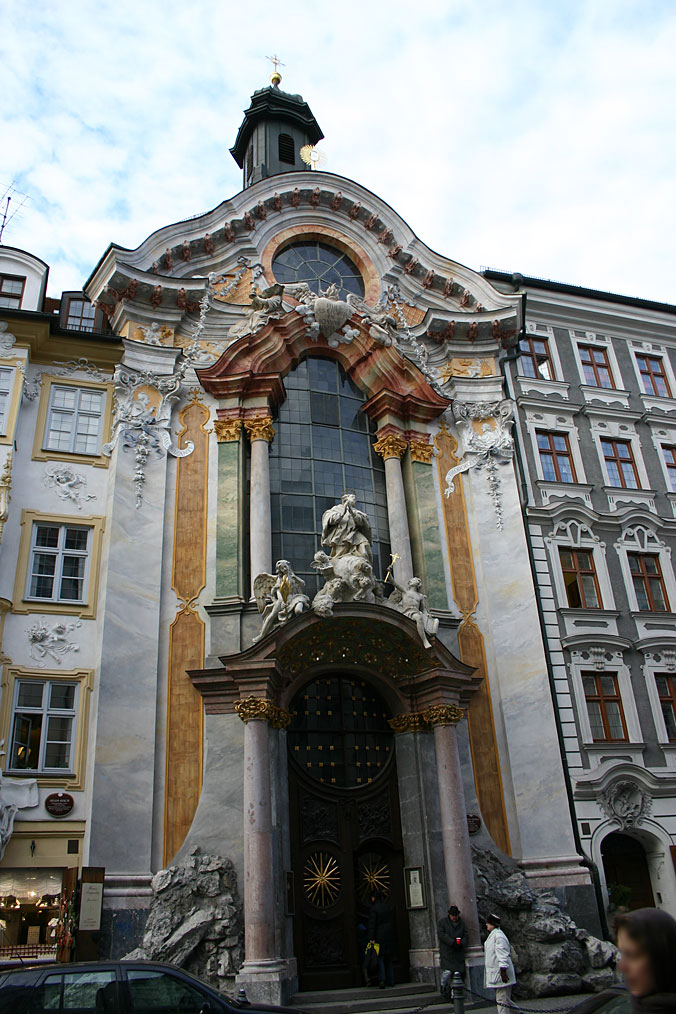
L'église Saint-Jean-Népomucène à Munich

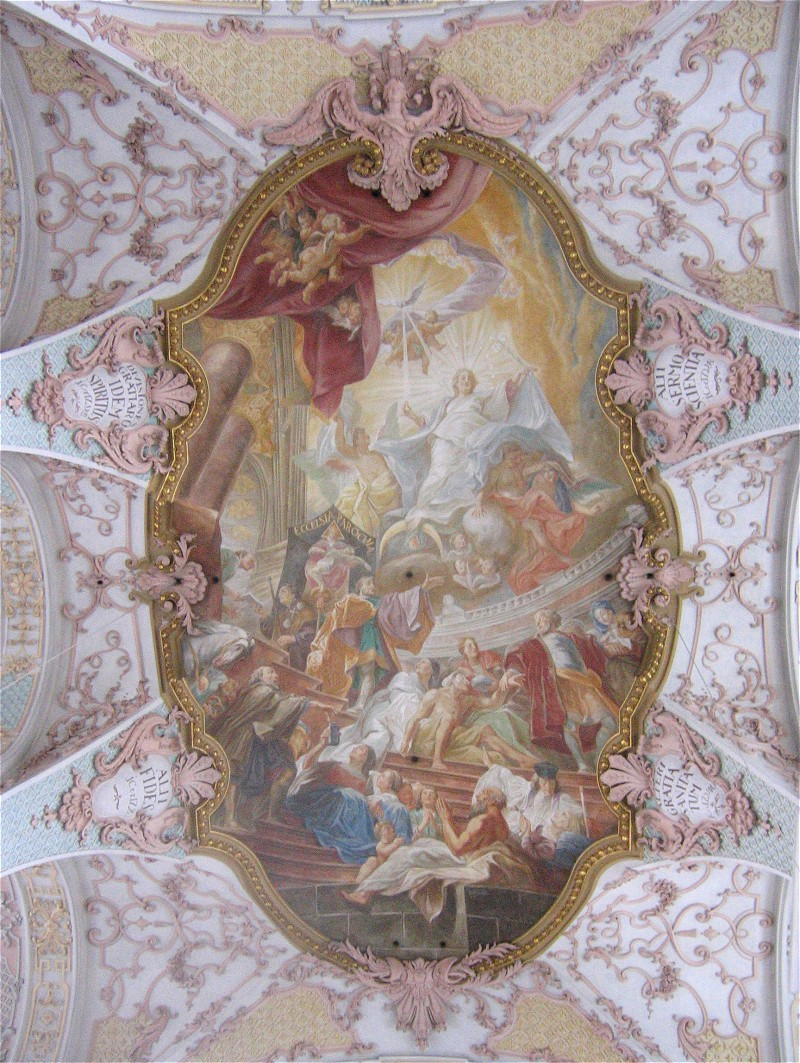
Fresques de l'église du Saint-Esprit (Munich)

Ils s'installent vers 1727 à Munich. Egid Quirin achète en 1729 et 1730 deux maisons dans la Sendlinger Straße qu'il souhaite transformer en immeuble. Après avoir acquis plusieurs terrains attenants en 1733, il se lance à ses frais dans la construction d'une église dédiée à saint Jean Népomucène (martyr canonisé en 1729). Cosmas Damian achète cette année-là un terrain attenant afin d'y ériger un prieuré. L'église, inaugurée en 1734, est une réalisation commune des deux frères. Egid Quirin y possédait un autel qui était réservé aux messes qu'il commandait et il prévoyait d'y être enterré ; mais malgré cet usage privé, elle était ouverte au public.

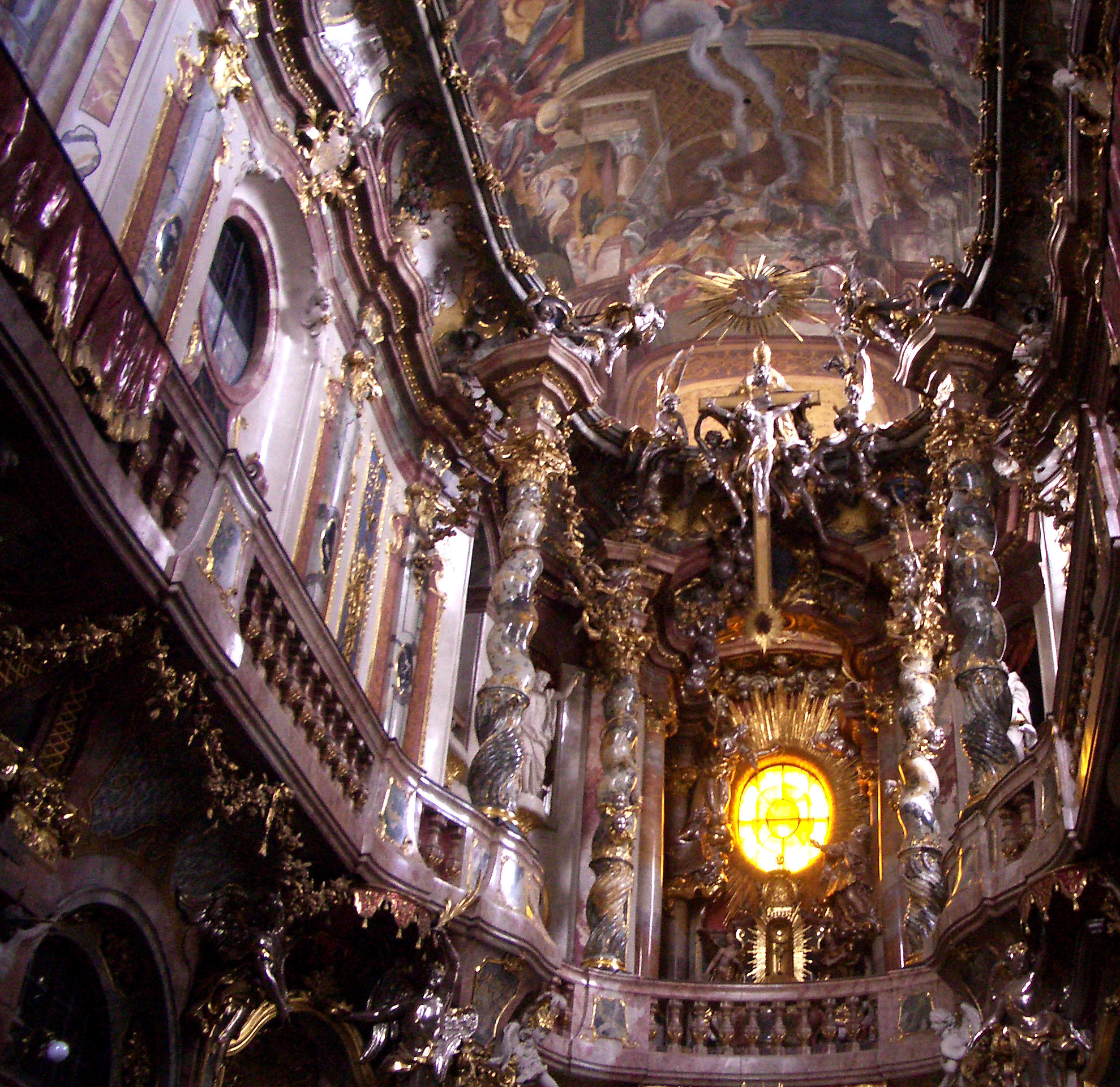
L'intérieur de l'église Saint-Jean-Népomucène

La façade, semblable à un monumental autel, n'est terminée qu'en 1746. Saint Jean Népomucéne est représenté priant sur le porche et entouré d'anges devant une grande fenêtre, principale source de lumière dans l'église. Pour Frédéric Dassas, c'est un hommage direct au modèle romain d'Egid Quirin, Le Bernin, et notamment à l'Église Saint-André du Quirinal, construite vers 1660. On y retrouve la composition en trois parties, l'ordre surdimensionné, le fronton monumental et les colonnes supportant le porche. Le motif du rocher pourrait avoir été inspiré par d'autres réalisations du Bernin, comme la villa Ludovisi, la fontaine des Quatre-Fleuves et les soubassements de son projet pour le Louvre. Si la référence est évidente, le style très personnel d'Egid Quirin s'exprime dans la souplesse des lignes et la profusion végétale de l'ornementation.
Joseph Gregor Winck (de) et Felix Anton Scheffler sont considérés comme les élèves de Cosmas Damian Asam.

## Œuvres

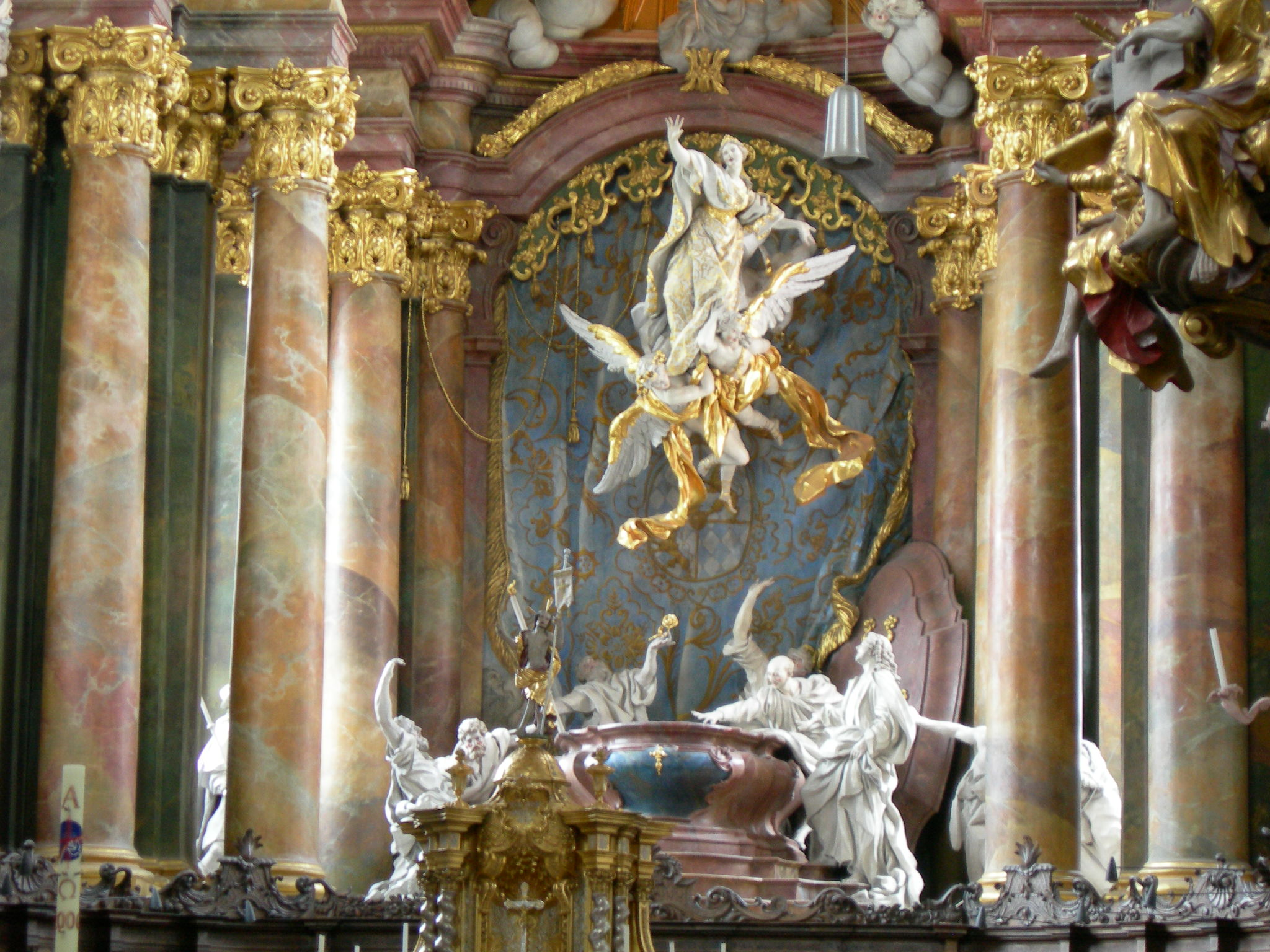
L'Assomption de l'église de l'abbaye de Rohr

- Retable d'une chapelle latérale de la Schutzengelkirche à Straubing, vers 1710
- Fresques à Bamberg, 1714
- Église de l'abbaye de Weltenbourg, à partir de 1716
- Abbaye de Michelfeld, à partir de 1717
- Église à Rohr, 1718
- Église de la Trinité (Munich), 1718
- Église de l'abbaye de Weingarten, 1719
- Fresques à l'abbaye de Weltenbourg, 1721
- Église Notre-Dame de l'Assomption de l'abbaye d'Aldersbach, 1720
- Tableau de Notre-Dame du Rosaire à l'abbaye de Metten, années 1720
- Schleißheim, 1721
- Fresques de la chapelle Sainte-Anne à Kißlegg
- Cathédrale Saint-Jacques d'Innsbruck, 1722–1723
- Cathédrale Sainte-Marie et Saint-Corbinien de Freising, 1723–1724
- Église de l'abbaye territoriale d'Einsiedeln, 1724–1726
- Église du Saint-Esprit de Munich, 1727
- Monastère de Břevnov, 1727
- Schloss Bruchsal, 1728 (détruit)
- Dorfen, 1728-1740/49
- Église Sainte-Anne-de-Lehel à Munich, 1729
- Klosterkirche St. Anna Gotteszell, 1729
- Église des Jésuites de Mannheim, 1729–1731
- Alteglofsheim, 1730
- Monastère d'Altenmarkt (en), 1731
- Abbaye Saint-Emmeran à Ratisbonne, 1731–1733
- Schlosskapelle à Ettlingen, 1732
- Église de Wahlstatt, 1733
- Asamkirche dédiée à saint Jean Népomucène à Munich, 1734
- Monastère des Augustins (de) à Ratisbonne, 1734
- Altes Landhaus (de) à Innsbruck, 1734
- Église de l'Abbaye-aux-Dames à Munich, 1735
- Autel de l'église du Wasserschloss Sandizell (de) à Schrobenhausen, 1735
- Église Notre-Dame-des-Victoires à Ingolstadt, 1736
- Abbaye de Fürstenfeld à Fürstenfeldbruck, 1741